# Мазерни
Мазерни́ (фр. Mazerny) — коммуна во Франции, находится в регионе Шампань — Арденны. Департамент — Арденны. Входит в состав кантона Омон. Округ коммуны — Шарлевиль-Мезьер.
Код INSEE коммуны — 08283.
Коммуна расположена приблизительно в 185 км к северо-востоку от Парижа, в 75 км севернее Шалон-ан-Шампани, в 20 км к югу от Шарлевиль-Мезьера.

## Население
Население коммуны на 2008 год составляло 118 человек.
| 1968 | 1975 | 1982 | 1990 | 1999 | 2008 |
| ---- | ---- | ---- | ---- | ---- | ---- |
| 150  | 107  | 111  | 110  | 112  | 118  |

## Экономика
В 2007 году среди 73 человек в трудоспособном возрасте (15—64 лет) 56 были экономически активными, 17 — неактивными (показатель активности — 76,7 %, в 1999 году было 61,9 %). Из 56 активных работали 47 человек (32 мужчины и 15 женщин), безработных было 9 (1 мужчина и 8 женщин). Среди 17 неактивных 2 человека были учениками или студентами, 9 — пенсионерами, 6 были неактивными по другим причинам.

## Достопримечательности
- Придорожный крест Кармотри (1830 год). Исторический памятник с 1993 года.[3]

## Фотогалерея

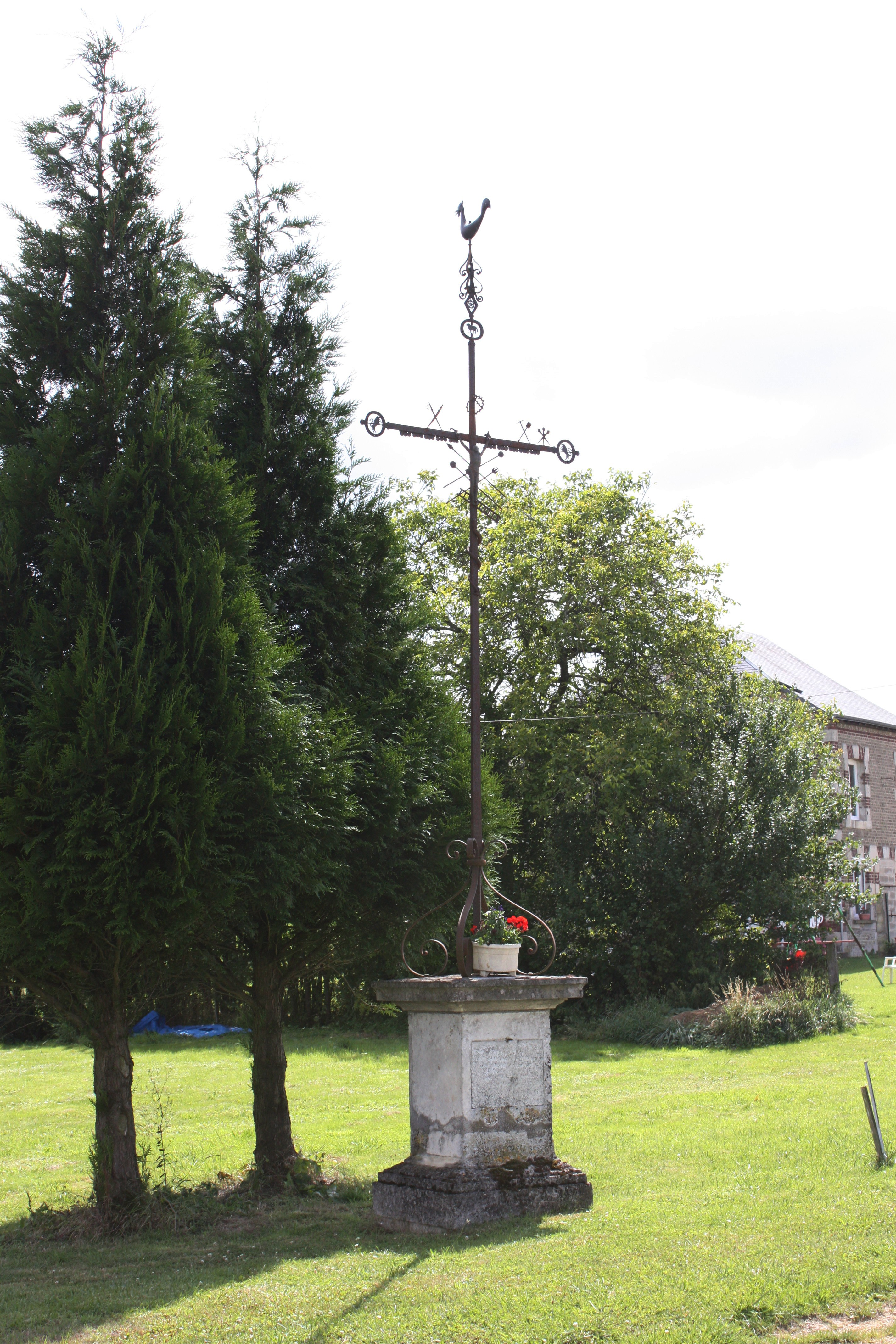
Придорожный крест Кармотри
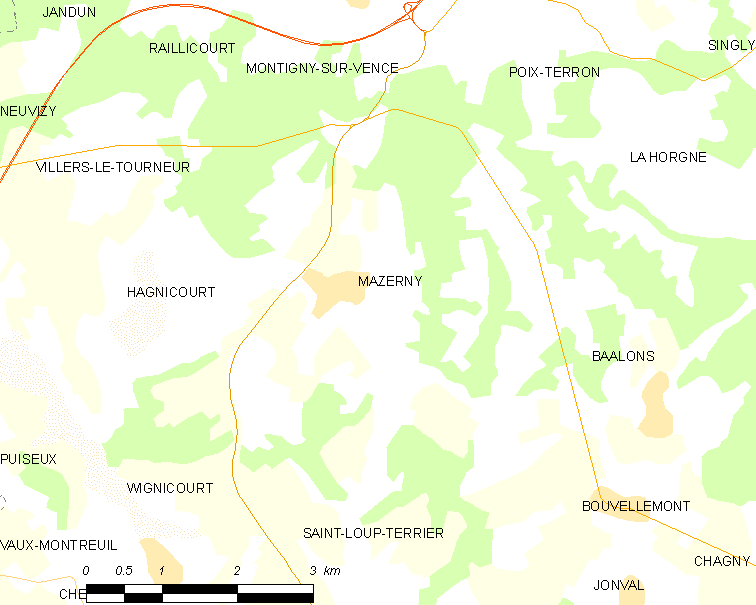
Карта коммуны